# The Ultimate Fighter: Team Liddell vs. Team Ortiz Finale
The Ultimate Fighter: Team Liddell vs. Team Ortiz Finale（ジ・アルティメット・ファイター：チーム・リデル・バーサス・チーム・オーティス・フィナーレ、別名The Ultimate Fighter 11 Finale）は、アメリカ合衆国の総合格闘技団体「UFC」の大会の一つ。本大会はリアリティ番組「The Ultimate Fighter」シーズン11のフィナーレとして、2010年6月19日、ネバダ州ラスベガスのザ・パールで開催された。
大会メインイベントではコート・マッギー対クリス・マックレーのTUFシーズン11決勝戦が行われた。

## 大会概要
シーズンからの敗者復活を果たした選手同士の対決となったメインイベントのTUFシーズン11決勝では、マッギーがマックレーに一本勝ちし、シーズン11を制した。
プロデビュー以来8連勝中であったアーロン・シンプソンは、クリス・リーベンにTKO負けでキャリア初黒星を喫した。
キャリア10戦全勝のジョシュ・ブライアント、9戦全勝のトラヴィス・ブラウン、5戦全勝のクリス・マックレー、ブラッド・タヴァレスがUFCデビュー。

## 試合結果

### プレリミナリィカード
第1試合 ヘビー級 5分3R
○  トラヴィス・ブラウン vs.  ジェームス・マクスウィーニー ×
1R 4:32 TKO（レフェリーストップ：マウントパンチ）
第2試合 ミドル級 5分3R
○  クリス・カモージー vs.  ジェームス・ハマーツリー ×
3R終了 判定3-0（29-28、30-27、30-27）
第3試合 ミドル級 5分3R
○  カイル・ノーク vs.  ジョシュ・ブライアント ×
2R 3:12 TKO（レフェリーストップ：パウンド）
第4試合 ミドル級 5分3R
○  ブラッド・タヴァレス vs.  セス・バジンスキー ×
3R終了 判定3-0（29-28、29-28、29-28）
第5試合 ライト級 5分3R
○  ジョン・ガンダーソン vs.  マーク・ホルスト ×
3R終了 判定3-0（30-27、30-27、30-27）

### メインカード
第6試合 ミドル級 5分3R
○  リッチ・アトニート vs.  ジェイミー・イェーガー ×
2R 4:25 TKO（レフェリーストップ：パウンド）
第7試合 ライト級 5分3R
○  デニス・シヴァー vs.  スペンサー・フィッシャー ×
3R終了 判定3-0（30-27、29-28、29-28）
第8試合 ミドル級 5分3R
○  クリス・リーベン vs.  アーロン・シンプソン ×
2R 4:17 TKO（レフェリーストップ：スタンドパンチ連打）
第9試合 ライトヘビー級 5分3R
○  マット・ハミル vs.  キース・ジャーディン ×
3R終了 判定2-0（29-27、29-27、28-28）
第10試合 TUF 11ミドル級トーナメント 決勝 5分3R
○  コート・マッギー vs.  クリス・マックレー ×
2R 3:41 チョークスリーパー
※マッギーがトーナメント優勝。

### 各賞
ファイト・オブ・ザ・ナイト： マット・ハミル vs. キース・ジャーディン
ノックアウト・オブ・ザ・ナイト： クリス・リーベン
サブミッション・オブ・ザ・ナイト： コート・マッギー
各選手にはボーナスとして25,000ドルが支給された。